# Алексей Брусилов
Алексей Брусилов е руски генерал, станал най-известният военачалник на Русия от Първата световна война заради лятната офанзива от 1916 година, с която едва не довежда Централните сили до преждевременно поражение.

## Произход
Алексей Брусилов е роден в Тифлис (днешен Тбилиси) като първороден син на генерал Алексей Николаевич Брусилов, който е председател на военнополевия съд руските войски в Кавказ. Отгледан е от богатата си леля, тъй като родителите му умират рано. Прекарва детството си в дома ѝ в Кутаиси, където получава и началното си образование. През 1872 година завършва така наречения Пажески корпус в Петербург с младше офицерско звание, след което се връща в Кавказ.

## В царската армия
От 1872 до 1881 година Брусилов служи в Тверския драгунски полк, дислоциран в Кавказ. По време на Руско-турската война от 1877 – 1878 година се отличава в боевете за Ардахан и при обсадата на Карс.
От 1883 година насетне Брусилов е на различни длъжности в офицерската кавалерийска школа в Петербург, която оглавява от 1902 до началото на 1906 година. От 1906 до 1909 година е командир на кавалерийска дивизия (2-ра гвардейска). След това е последователно начело на XIV армейски корпус в Люблин (1909 – 1912), Варшавския военен окръг (1912 – 1913) и XII корпус в Киев (1913 – 1914). През 1912 година достига звание генерал от кавалерията.

## През Първата световна война
В началото на войната генерал Брусилов е командир на 8-а армия, която воюва в състава на руския Югозападен фронт в Галиция. В сраженията при Рогатин, Рава Руская и Хиров от август до октомври 1914 година нанася поражения на австро-унгарските войски, вземайки десетки хиляди пленници. През следващите месеци воюва в Карпатите. Не успява да си пробие път към унгарската равнина, но пресича опитите на австро-унгарците да деблокират обсадения Пшемишъл. След Горлицкия пробив през юни 1915 година Брусилов е принуден да отстъпи от Пшемишъл и Лвов във Волиния и Полесието.
През март 1916 година генерал Брусилов е назначен начело на Югозападния фронт. С поверените му четири армии от над 700 000 бойци и 2200 оръдия предприема успешно настъпление срещу австро-унгарците и германските им съюзници в началото на юни. Пробивът при Луцк се разраства за броени седмици в голямо поражение за Централните сили. За да го запушат, те са принудени да прехвърлят на изток значителни подкрепления от Западния, Италианския и Солунския фронт. Офанзивата на Брусилов стихва през ноември пред Ковел, след като и двете страни търпят огромни загуби.
В началото на юни 1917 година правителството, дошло на власт след Февруарската революция, назначава Брусилов за върховен главнокомандващ със задачата да опита още веднъж настъпление срещу австро-германските сили. Офанзивата започва в края на същия месец, а в края на следващия Брусилов е свален от поста, след като войските му търпят тежко поражение.

## В Червената армия
От лятото на 1917 година Брусилов живее в Москва. В продължение на два месеца в края на 1918 година е в арест по подозрения за заговор срещу болшевишката власт. През 1919 година постъпва на служба в Червената армия. Служи в Народния комисариат по военните дела, а по-късно е инспектор на кавалерията. Уволнява се през 1925 година.

## Личен живот
Алексей Брусилов има двама по-малки братя – Борис, който е кавалерийски офицер, и Лев, който е вицеадмирал и началник на Морския генерален щаб през 1906 – 1909 година. Жени се два пъти: през 1884 за Анна Гагенмейстер, която умира през 1908 година, и за Надежда Желиховская (от 1910 година). От брака си с Анна има син, наречен също Алексей, който загива в Гражданската война.